# Spoorlijn Miniac-Morvan - La Gouesnière-Cancale-Saint-Méloir
De spoorlijn Miniac-Morvan - La Gouesnière-Cancale-Saint-Méloir was een Franse spoorlijn van Miniac-Morvan naar Saint-Méloir-des-Ondes. De lijn was 10,9 km lang en heeft als lijnnummer 453 000.

## Geschiedenis
De lijn werd geopend door de Compagnie des chemins de fer de l'Ouest op 6 april 1884, vrijwel alleen met een strategisch belang om het fort van Châteauneuf te bedienen. Door het beperkte verkeer werd de lijn op 8 oktober 1933 als een van de eerste van het nationale spoorwegnet gesloten. 

## Aansluitingen
In de volgende plaatsen is of was er een aansluiting op de volgende spoorlijnen:
Miniac-Morvan
RFN 415 000, spoorlijn tussen Lison en Lamballe
La Gouesnière-Cancale-Saint-Méloir
RFN 441 000, spoorlijn tussen Rennes en Saint-Malo-Saint-Servan